# ذراع الصانعة (وشحة)

تعديل مصدري - تعديل

ذراع الصانعة هي إحدى قرى عزلة بني رزق بمديرية وشحة التابعة لمحافظة حجة، بلغ تعداد سكانها 283 نسمة حسب تعداد اليمن لعام 2004.